# علم اللغويات في الخيال العلمي
يرتبط علم اللغويات ارتباطًا جوهريًا بقصص الخيال العلمي نظرًا لطبيعة هذا النوع واستخدامه المتكرر للأماكن والثقافات الخاصة بالكائنات الفضائية. كما ورد في كتاب الكائنات الفضائية واللغويات: دراسة اللغة والخيال العلمي بقلم والتر إي مايرز، يهتم الخيال العلمي دائمًا تقريبًا بفكرة الاتصالات، مثل التواصل مع الكائنات الفضائية والآلات، أو التواصل باستخدام لغات ميتة ولغات متطورة من المستقبل. يستخدم المؤلفون في بعض الأحيان اللسانيات ونظرياتها كأداة لسرد القصص، كما هو الحال في لغة باو لجاك فانس، على الرغم من أن المصطلحات التقنية نادرًا ما تستخدم، ويخوض المؤلفون فقط في التفاصيل التي يفهمها القارئ.
يجب ملاحظة أنه ليست كل استخدامات المؤلفين لعلم اللغويات دقيقة ومتطابقة مع علم اللغويات الفعلي ونظرياته. ولكن لا يزال علم اللغويات موجود ومستخدم (حتى إن كان غير دقيق) في بعض الحالات. كما ذكر والتر إي مايرز، فإن القدرة على جعل القصة تبدو أكثر غرابة وغير مألوفة، وجعل الكائنات الفضائية تبدوا أكثر من مجرد إنسان بزي تنكري حيث يختلف فقط بالمظهر الخارجي، هو ممكن فقط من خلال استخدام اللغة. إن هذه القدرة هي التي ترسم الحدود بين الأعمال العظيمة في الخيال العلمي وتلك الأقل اتقاناً. على هذا النحو فإن علم اللغويات أو الدراسة العلمية للغة تلعب دورًا مهمًا في نوع الخيال العلمي.

## تاريخ علم اللغويات في الخيال العلمي

### سيد الخواتم وعلم اللغويات
منذ منتصف القرن التاسع عشر، يستخدم الخيال العلمي اللغة باعتبارها قلب الحبكة، بدلاً من مجرد وسيلة مناسبة لتطوير القصة، مما يعكس تاريخ علم اللغويات. إحدى هذه الأمثلة في تاريخ اللغويات المتشابك مع علم أساليب الخيال العلمي هي للمؤلف جيه آر آر تولكين، المعروف بأعماله الخيالية مثل سيد الخواتم.
يبدأ هذا التاريخ بقاموس أكسفورد الإنجليزي (ق. أ. ا.)، الذي استغرق إعداده 70 عامًا ويهدف إلى «عرض تاريخ وأهمية الكلمات الإنجليزية المستخدمة حاليًا، أو المعروف أنها كانت مستخدمة منذ منتصف القرن الثاني عشر الميلادي». قام ويليام كريجي، أحد محرري قاموس أكسفورد بتدريس الطلاب الجامعيين في جامعة أكسفورد بما في ذلك تولكين الذي دعاه لاحقًا للعمل كمحرر مبتدئ في «ق. أ. ا». وفقًا لدانييل جروتا كورسكا  الذي كتب سيرة تولكين، كان ويليام كريجي هو الذي قدم «أعظم زخم لتولكين لتحويل لغة الإلف (لغة تم استحداثها لجنس الإلف) من تجربة إلى مطاردة مدى الحياة».
عندما بنى تولكين لغة الإلف، كانت أعماله الخيالية تهدف إلى توفير بيئة لها. في اشعار سيلمارليون (بالإنجليزية: The Silmarillion) التي غطت العصر الثاني (الفترة الزمنية التي دارات قبل احداث سيد الخواتم) قال تولكين:
وكما أشار والتر إي. مايرز،

## علم اللغويات لدى الفضائيين
عند التعامل مع لغات الكائنات الفضائية الخيالية كانت الممارسة العامة للخيال العلمي كما وصفها مايرز هي «التنقيب في القصص المتاحة مسبقاً عن سمات وأساليب التي تعتبرا غالبا عيوب أو مزايا في الأعمال السابقة». على هذا النحو، من الشائع أن تكون أعمال الخيال العلمي مستوحاة من بعضها البعض من حيث المساعي اللغوية.
لكي تشارك لغة للكائنات الفضائية في أعمال الخيال العلمي، يجب أن يكون هناك صلة بين البشر شكل من أشكال الحياة خارج كوكب الأرض. أقرَ مايرز أن هذا هو العنصر الأساسي في صناعة الخيال العلمي. على الرغم من الطبيعة اللغوية لمثل هذه المهمة إلا أن مايرز يتأسف لأن «وظيفة اللغوي يتم التعامل معها من قبل مختص من مجال آخر»  ولهذا السبب بدى أن الشخصيات لا تمتلك هواجس في الأعمال التي قام بمعاينتها. هناك العديد من أعمال الخيال العلمي التي لديها متخصصون بدون تدريب في علم اللغويات للقيام بمحاولات التواصل مع الكائنات الفضائية. ومن هذه الأمثلة محترفين مثل علماء الفلك وعلماء الجيولوجيا والشعراء. في بعض هذه الحالات، يقترح مايرز أن نجاح التواصل في الخيال العلمي «قد تكون نتيجة لتمني الحظ السعيد» لبعض الشخصيات التي غالبًا ما تكون غير مألوفة ليس فقط لِلغة الكائنات الفضائية التي يتم استخدامها ولكن في علم اللغويات ككل.